# ボトシャニ県
| 県章 ボトシャニ県の位置 |                     |
| 地域                    | 北東地域            |
| 歴史的な地域            | モルダヴィア        |
| 県都                    | ボトシャニ          |
| 面積                    | 4,986km²            |
| 人口                    | 392,821人（2021年） |
| 人口密度                | 79人/km²            |
| ISO 3166-2              | RO-BT               |

ボトシャニ県（ボトシャニけん、Judeţul Botoşani）は、ルーマニアのモルダヴィア地方の県。県都はボトシャニ。
人口は392,821人（2021年国勢調査）。民族構成はルーマニア人349,889人、ロマ人4,606人など。

## 地理
ルーマニアの北東端に位置し、東はモルドバ、西はスチャヴァ県、北はウクライナ、南はヤシ県に接する。
シレト川とプルト川に挟まれた高原状の地形である。

## 経済
主要な産業は農業。ほかに繊維、食品、電気部品、ガラス、陶磁器など。ルーマニアで最大の水力発電所の1つがある。

## 行政区画
2つの都市、5つの町、67の基礎自治体からなる。

### 主な都市
- ボトシャニ（約11万6千人）
- ドロホイ（3万1千人）

## 出身有名人
- ミハイ・エミネスク - ルーマニアの国民的詩人
- ジョルジェ・エネスク - 作曲家・バイオリニスト・指揮者
- ニコラエ・ヨルガ - 政治家・歴史家・脚本家・詩人
- イシドール・イズー - 詩人、映画評論、文字主義の発案者

## 註
1. 1 2  “Tabel-2.02.1-si-Tabel-2.02.2.xlsx”. ルーマニア国家統計局. 2024年8月28日閲覧。